# Poissons (constellation)
Pisces
Pour les articles homonymes, voir poisson (homonymie).
Les Poissons sont une constellation du zodiaque traversée par le Soleil du 12 mars au 18 avril. Dans l'ordre du zodiaque, elle se situe entre le Verseau à l'ouest et le Bélier à l'est. Bien qu’assez grande, elle découpe un pan du ciel éloigné du plan de la Voie lactée et ne contient que peu d’étoiles visibles, toutes assez peu lumineuses.
Elle était l’une des 50 constellations identifiées par Ptolémée.
Les Poissons sont également un signe du zodiaque correspondant au secteur de 30° de l'écliptique traversé par le Soleil du 19 février au 20 mars.

## Nomenclature, histoire et mythologie

### En Mésopotamie
La constellation des Poissons est une création mésopotamienne. Au départ, deux étoiles sont attestées sur des documents de la fin du 1er millénaire av. é. c. : il s’agit d’Anunītu pour η Psc dans les Tables astronomiques dites « Douze fois Trois », et la déesse SIM.MAḪ = Šinunūtu, littéralement « l’Hirondelle de mer », pour ε Psc dans le Catalogue des 30 étoiles de Nippur. Du point de vue mythologique, Šinunūtu, représentée par un oiseau comme son nom l’indique et Anunītu, dont l’emblème est un poisson et qui est une manifestation d’Ištar, sont les déesses tutélaires respectivement du Tigre et de l’Euphrate.

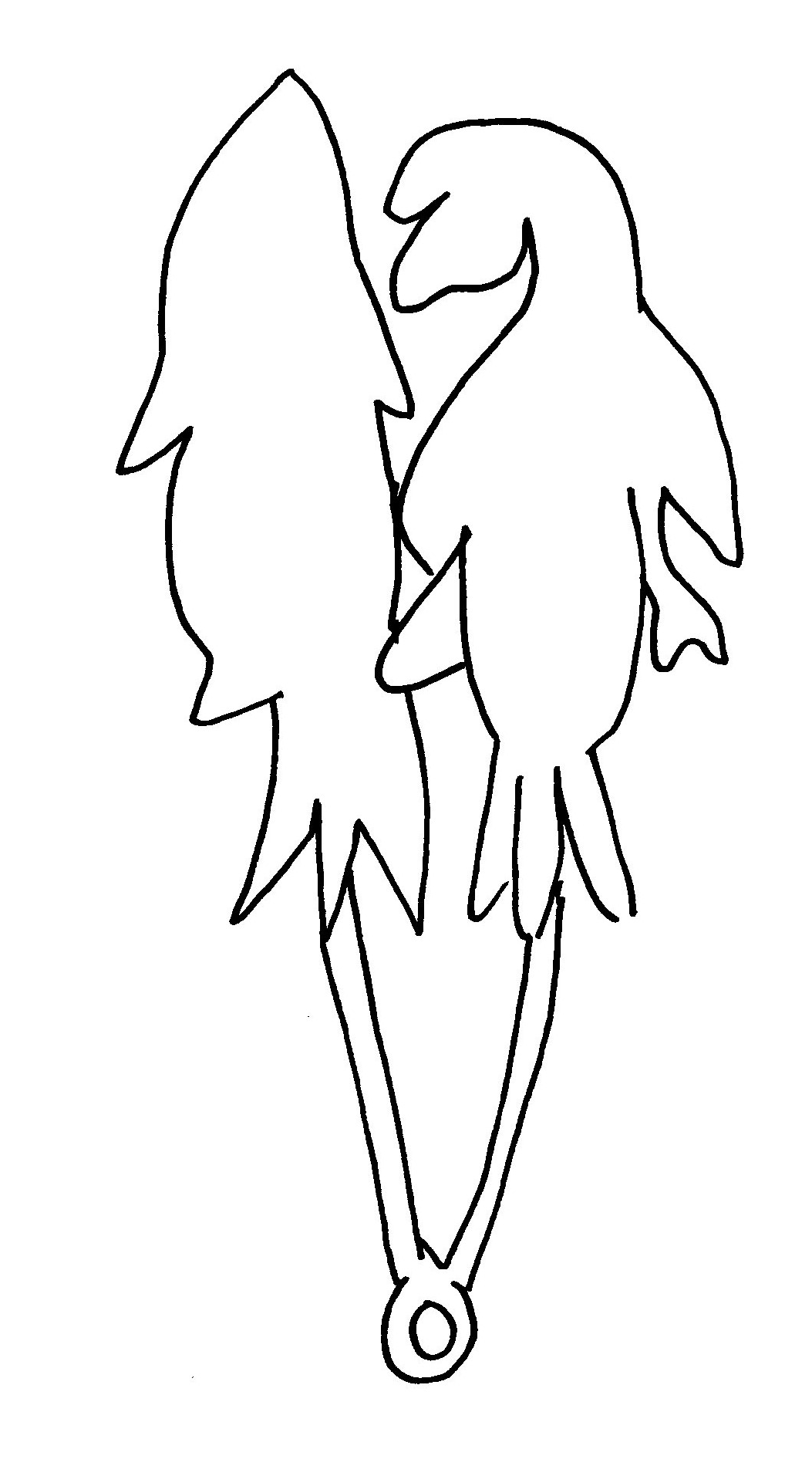
KUN.meš, « les Queues », ancêtre des Poissons sur une empreinte de sceau d'époque séleucide.

Par la suite, c’est-à-dire au début du 1er millénaire è.c., le ciel est organisé en constellations, c’est-à-dire que les étoiles sont désormais nommées par leur situation dans les figures célestes. Dès lors, comme cela est attesté dans les fameux éphémérides qui s’étalent de 652 av. é.c à 61 de notre ère, apparaît une figure appelé KUN.meš = Zibbāti, « les Queues », dans laquelle les catalogues montrent plusieurs étoiles : parmi elles, on trouve l’étoile η Psc désormais nommée MÚL.KUR ša DUR nu-nu, soit « l’étoile brillante du Poisson ».

### En Grèce et à Rome
Les Grecs ne cachaient pas l’origine mésopotamienne de la figure nommée τὼ Ἰχτύες, « les Poissons », attestée chez Eudoxe. Il n’est pas certain que la transformation de la figure mésopotamienne soit l’œuvre des Grecs du fait que l’on trouve comme nom de signe zodiacal נוניא Nūnya, « les Poissons », dans des listes araméennes visiblement venues directement de Babylone sans intermédiaire grec.

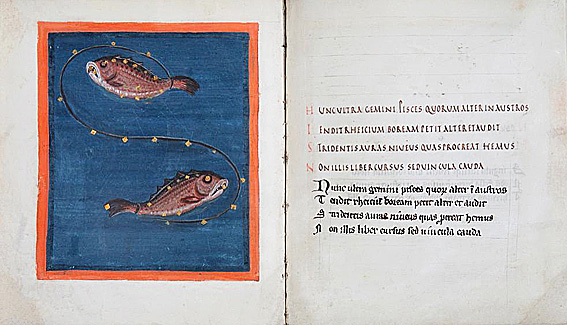
Pisces dans une édition des Aratea de Germanicus d’époque carolingienne (ca. 830-840).

Selon les auteurs latins, notamment Hyginus, citant des auteurs grecs plus anciens, ces derniers voyaient dans les deux Poissons, reliés par leurs queues avec une corde afin de ne pas se séparer, les animaux fabuleux en lesquels Zeus métamorphosa Aphrodite et son fils Éros, poursuivis par le monstre Typhon sur les rives de l’Euphrate, ce qui est une réminiscence manifeste du mythe mésopotamien qui fait de la correspondance de la déesse grecque Aphrodite, avec la mésopotamienne Ištar, la divinité tutélaire de l’Euphrate.
Les Latins ont le plus souvent rendu le nom grec de la constellation par Pisces, et ce à partir de Cicéron dans ses Aratea, c’est-à-dire sa version latine des Φαινόμενα d’Aratos. Mais ils ont aussi, plus rarement, employé le terme Piscis, donc « le poisson » au singulier, ce qui oblige à le qualifier de boreus, « boréal », appellation qui se ressent d’une influence orientale, sachant la constellation se dit dans certains dialectes araméens נונא Nūna, « le Poisson », influence probablement venue de ce qu’à côté de la Sphaera graecana, le philosophe Nigidius Figulus, ami de Cicéron, nommait la Spheara barbarica, et dont les riches matériaux furent constemmant renouvelés par des apports réguliers de sources syriennes et mésopotamiennes,.

### Chez les Arabes
Chez les Arabes, il faut distinguer le ciel traditionnel qui comprend les manāzil al-qamar ou « stations lunaires », et ciel gréco-arabe, c’est-à-dire celui que les astronomes classiques ont repris des Grecs au IXe siècle de notre ère.
Dans le ciel traditionnel arabe formalisé autour des manāzil al-qamar ou « stations lunaires », les Anciens Arabes plaçaient la 28e station, formée par l’étoile β And et nommée الحوت al-Ḥūt, leur « Poisson », nom qui deviendra par l suite بطب الحوت « le Ventre du Poisson ». Elle suit deux stations formées, dans l’espace gréco-arabe, aux côtés verticaux du Carré de Pégase, qui est pour eux الدلو al-Dalw, « les Dalou », c’est-à-dire le seau de cuir du puits : la première, soit la 26e, formée par αβ Peg est المقدّم الفرغ, al-Farġ al-Muqaddam, « l’Ouverture Antérieure », et la 27e, formée par γδ Peg, المٶخّر الفرغ al-Farġ al-Mu’aḫḫar, « l’Ouverture Postérieure ». Dans cette scène céleste venue directement de Mésopotamie, on ne retrouve qu’un seul Poisson, venu par l'araméen נונא Nūna, nom singulier que l’on trouve dans certains zodiaques araméens, et l'akkadien Rikis Nūni, « le Cordon du Poisson », qui donne l’arabe الرشاء al-Rišā’, également « le Cordon ».

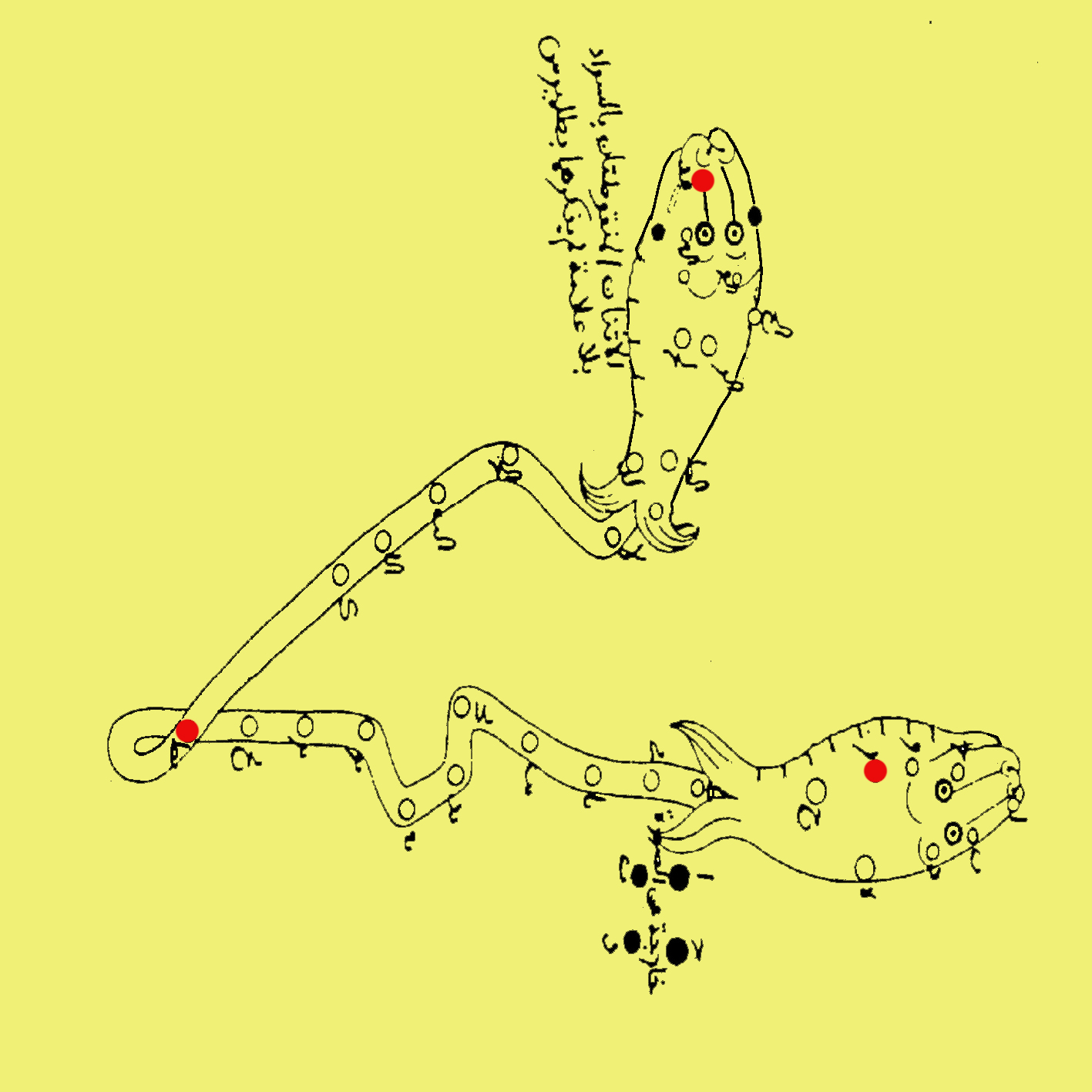
La figure de السمكتان al-Samakatān, « les Deux Poissons », dans une copie du traité de ᶜAbd al-Raḥmān al-Ṣūfī, 1606, Saint-Pétersbourg.

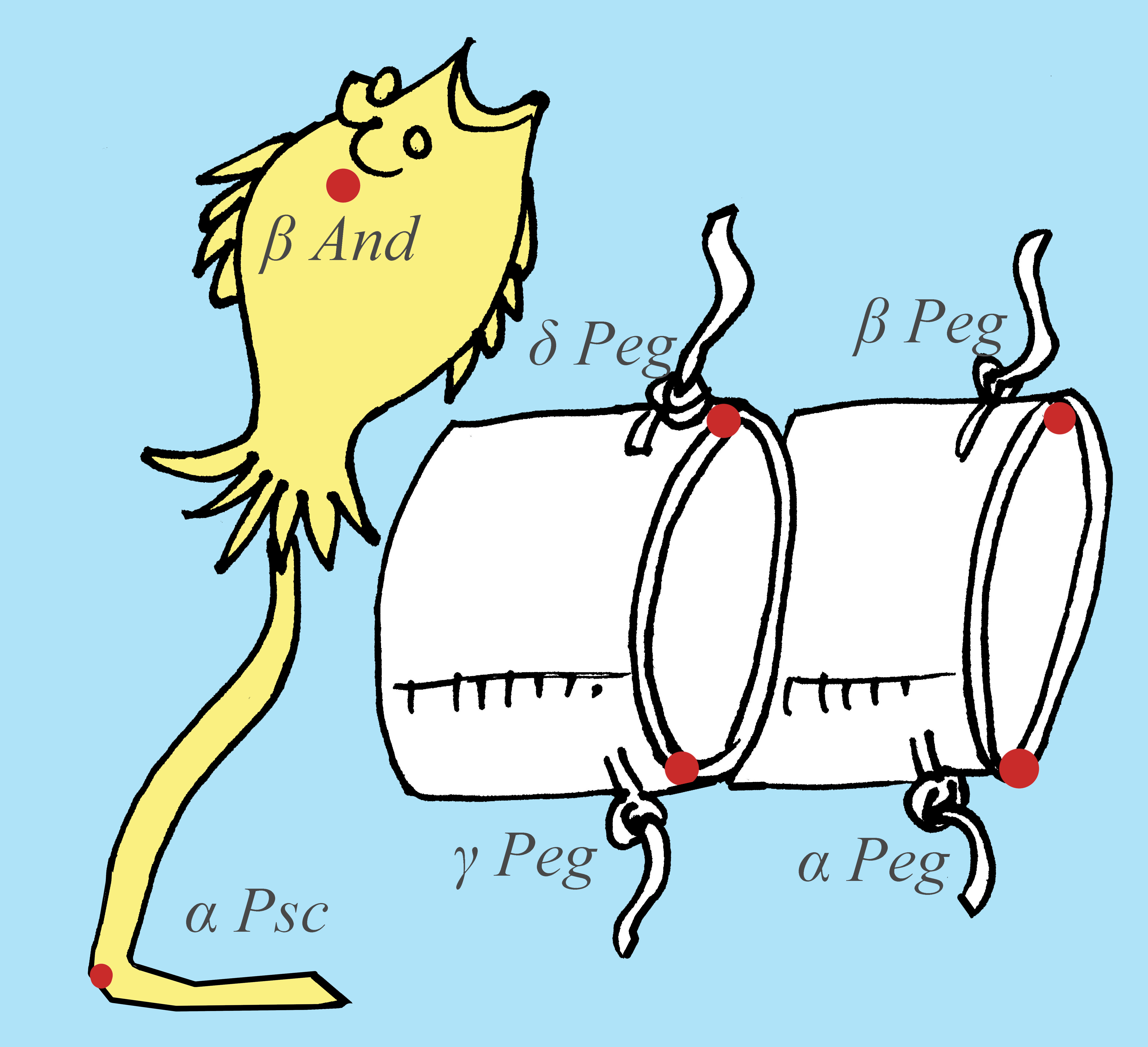
La figure الحوت al-Ḥūt, le « Poisson », dans le ciel traditionnel arabe.

Quand ils héritent du formatage du ciel établi par les astronomes grecs, les Arabes rendent le nom d’Ἰχτύες, « les Poissons », par السمكاتان al-Samakatān, « les Poissons » (au duel). Mais ils possédaient déjà, pour le 12e signe zodiacal qui a pris le nom de cette constellation, l'appellation الحوت al-Ḥūt, « le Poisson [unique] », dont l’attestation la plus ancienne se trouve en 762, dans l’horoscope de fondation de la ville de Baghdad, que nous rapporte l’érudit persan al-Bīrūnī, qu’ils communiquent à la constellation. Cela fait que celle-ci possède deux noms dans le ciel arabe, ce qui ne va pas sans confusion, comme on s’en rend compte chez ᶜAbd al-Raḥmān al-Sūfī al-Ṣūfī qui mélange les deux représentations en donnant, dans son fameux traité daté de 964, une scène où la figure du « Poisson occidental » mort sur celle d’« Andromède », héritée de l’astronomie hellénistique.
Les noms d’étoiles empruntés aux Arabes que livrent les catalogues contemporains puisent à ces deux sources arabes.

### En Europe

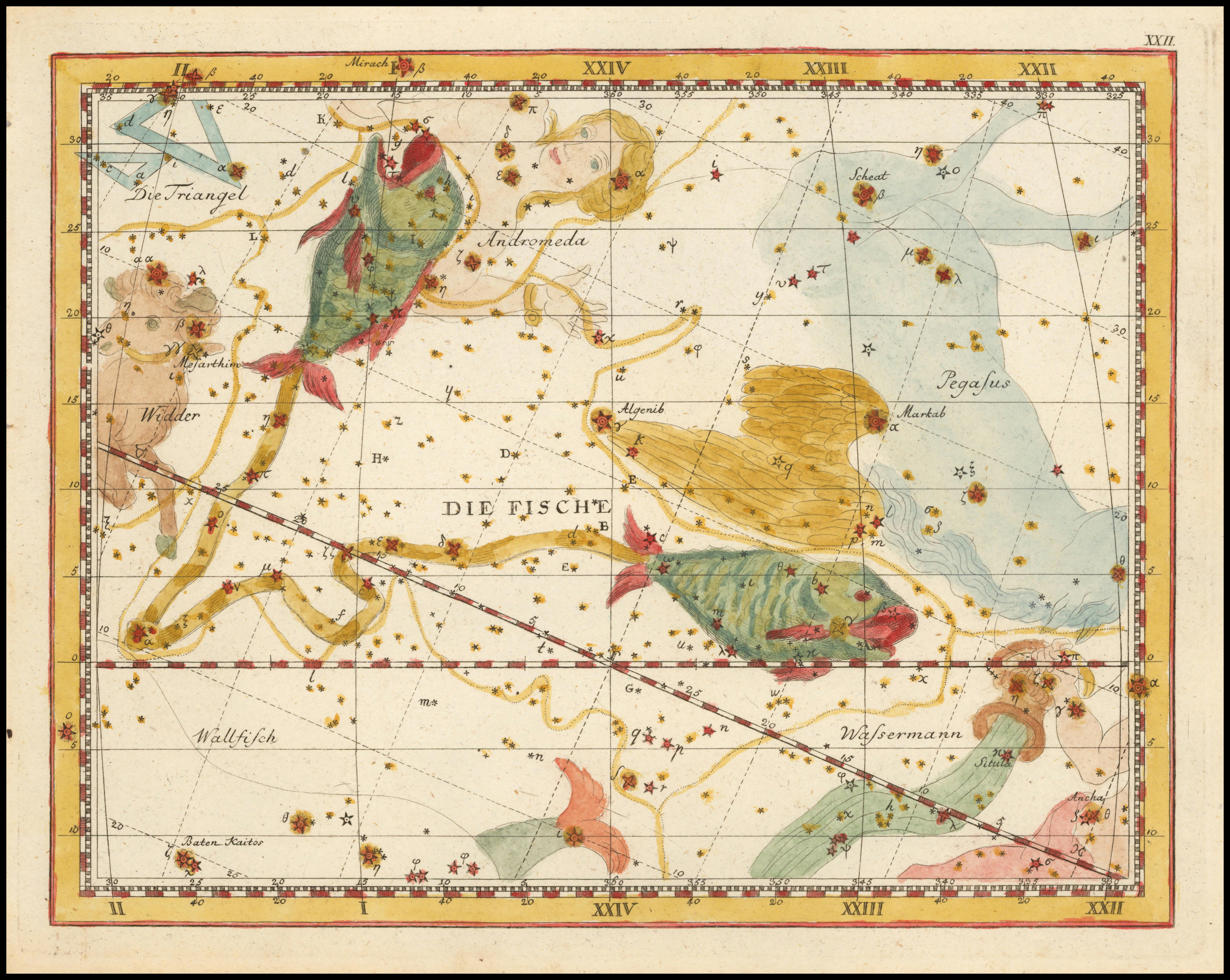
La figure de Pisces dans Vorstellung der Gestirne auf XXXIV Tafeln, 1805.

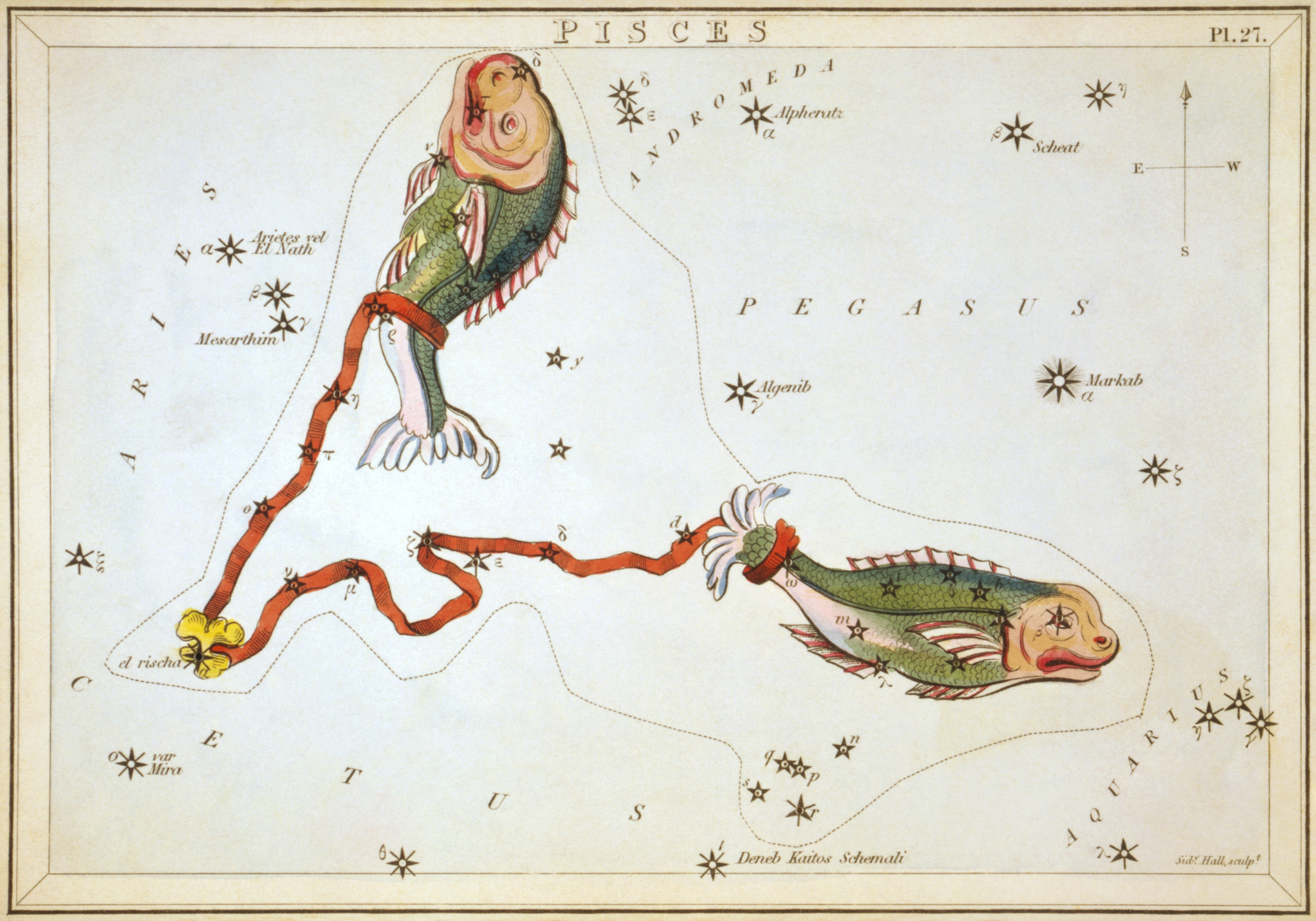
les Poissons dans l'Urania's Mirror (1823).

Au Moyen Âge, les clercs latins connaissaient le nom Pisces par les encyclopédies et les quelques manuscrits des Aratea, c’est-à-dire les versions latines des Φαινόμενα d’Aratos, à leur disposition, mais ils connurent dès l’an mil le nom arabe de cette figure. Nous lisons ainsi, chez Gérard de Crémone (ca. 1175) : Stellatio Echiguen… & é Piscis, qui reprend Isḥāq b. Ḥunayn, lequel écrit : كوكب اكيوان وهو الحوت kawkab Ikywān … wa huwwa al-Hūt, donc « le Poisson unique » du ciel arabe traditionnel. À son époque, on ne lit pas encore le nom grec dans le texte, ce qui n’adviendra qu’à la Renaissance. Et l’on trouve par exemple, dans l’Uranometria de Johann Bayer (1603), une liste de noms connus dans les différentes langues, selon l’usage de l’époque : non seulement τὼ Ἰχτύες, mais encore en particulier Arab. Haut, Elhaut, Sameh,locution dans laquelle les deus premiers noms sont des transcriptions de l’arabe الحوت al-Hūt, soit le nom de cette figure dans le ciel arabe traditionnel, et le troisième nom, celle, très approximative, de l’arabe السمكتان al-Samakatān, qui est le nom de la constellation dans le ciel gréco-arabe. Ces noms figurent encore dans plusieurs catalogues jusqu’à ce que la nomenclature approuvée en 1930 par l’Union astronomique internationale (UAI) ne chasse définitivement les appellations autres que Libra, à l’exception du grec Ἰχτύες.

### En Égypte

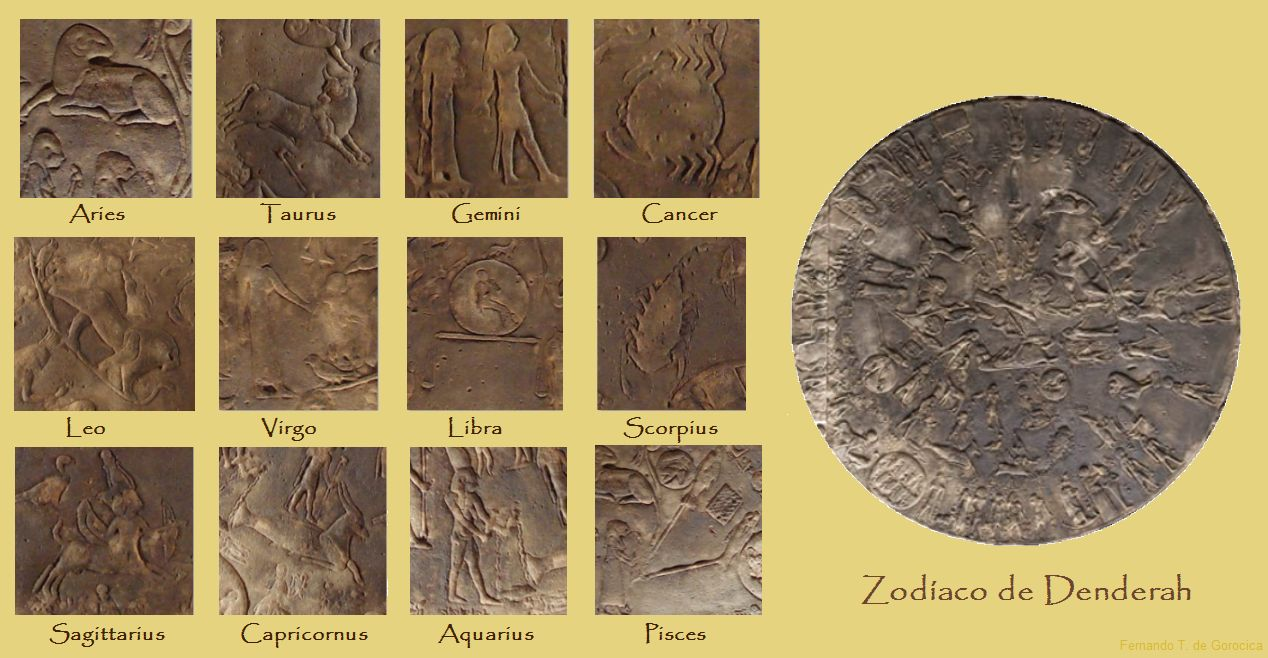
Détails du zodiaque de Denderah avec les poissons en bas à droite. (Temple d'Hator à Denderah, vers 50 av. J.-C.).

La constellation des Poissons est une des constellations les plus anciennes. Son origine remonte vraisemblablement aux babyloniens qui la décrivaient déjà comme composée de deux poissons poussant un œuf géant (l’astérisme de « l’Anneau »).
Pour les anciens égyptiens, il s'agit du poisson inet, dans lequel se réfugie l'âme des défunts. À partir de l'époque ramesside, on représente le défunt en train de pêcher à la ligne deux inet représentant son âme d'hier et son âme de demain. Il assure ainsi son devenir en prenant possession des deux bornes entre lesquelles il cheminera vers l'éternité. Le défunt est alors retenu dans les eaux primordiales et va revenir à la saison d'inondation pour sa régénération.

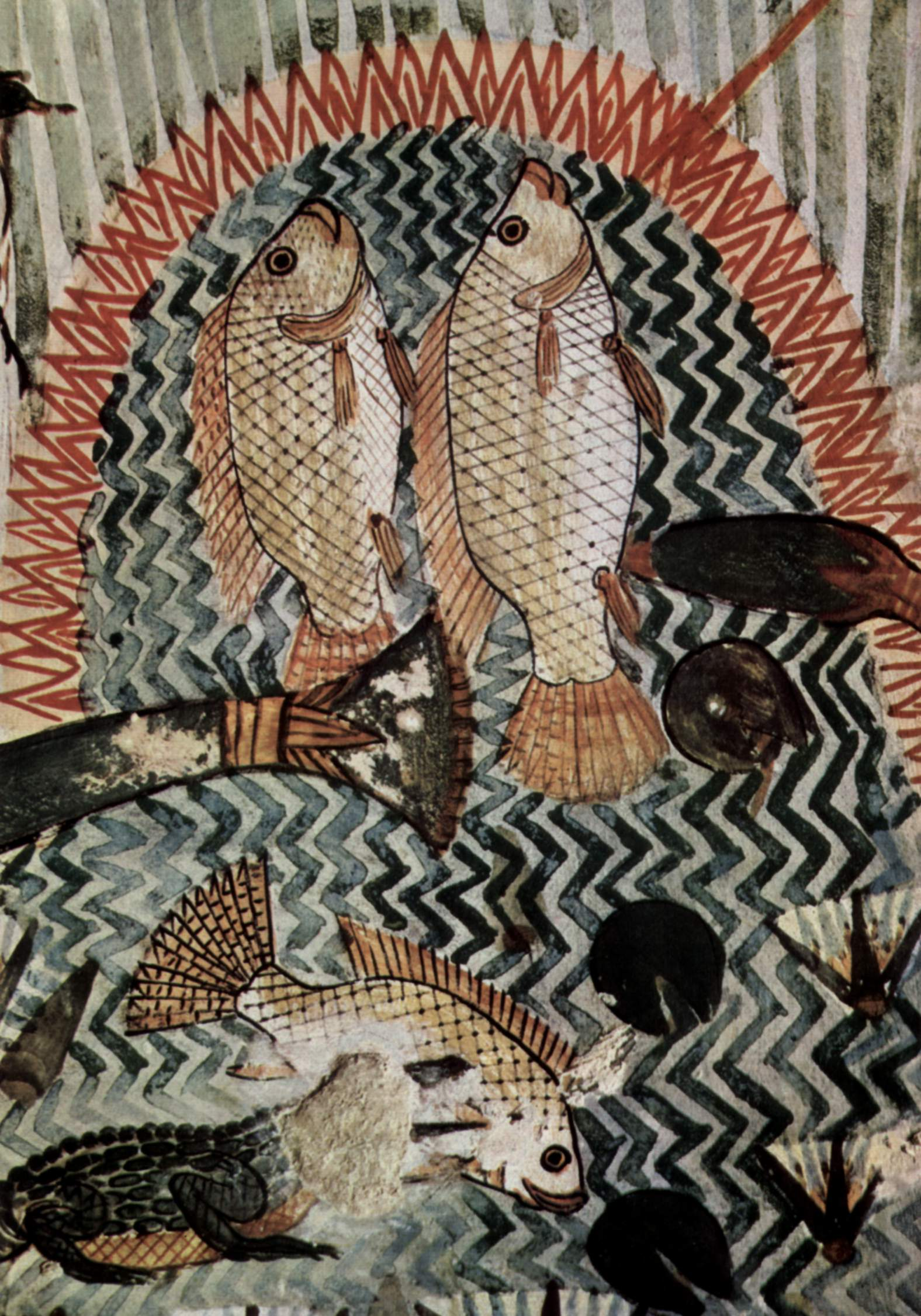
Détail de la pêche mystique de Menna représentant ses efforts pour récupérer ses âmes d'hier et de demain (tombeau TT69,).

Le point « gamma », le nœud ascendant solaire, celui qu’occupe le Soleil lors de l’équinoxe de printemps, se trouve actuellement à 8° au sud d’Omega Piscium. Cependant, à cause du phénomène de précession des équinoxes, ce point se trouvait dans le Bélier pendant les deux derniers millénaires av. J.-C., c’est-à-dire au moment où le Zodiaque fut établi. En conséquence, les Poissons sont toujours considérés comme le dernier signe du Zodiaque (l’année commençait alors vers l’équinoxe de printemps) bien qu’ils soient désormais le premier.

## Observation des étoiles

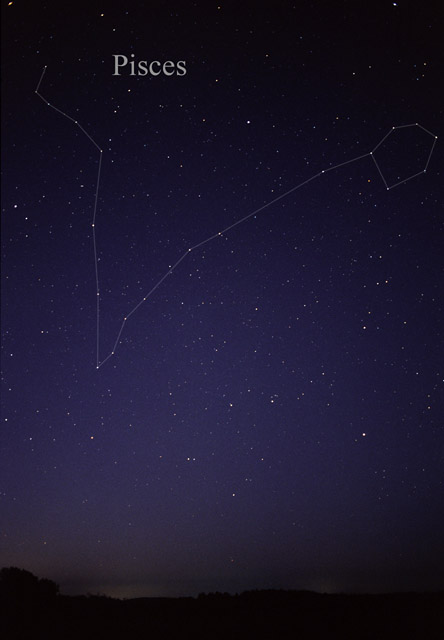
Constellation des Poissons.

Visibilité nocturne de la constellation.